# Le Mans
Le Mans är en stad och kommun i nordvästra Frankrike vid floden Sarthe, cirka 210 kilometer sydväst om Paris. Folkmängden uppgick till 145 182 (2022) invånare i kommunen (52,8 km²), 193 004 invånare (2007) i det närmaste storstadsområdet (unité urbaine, 210 km²), och 304 938 invånare i det fulla storstadsområdet (aire urbaine, 1 441,8 km²). Staden är ett kommunikationscentrum med en mångsidig industri. Under medeltiden var det huvudstad i Maine. Historiskt har fågelodlingar varit en viktig industri. Stadens invånare kallades manceaux.
Staden är känd för sina racerbanor, Circuit Bugatti du Mans och Circuit de la Sarthe, vilka ligger bredvid varandra fem kilometer utanför centrum. Det har körts racing utanför Le Mans sedan 1906. Staden består av en högt belägen del på den vänstra stranden av Sarthe, samt två förstäder på den högra stranden. I staden ligger en katedral.

## Historia

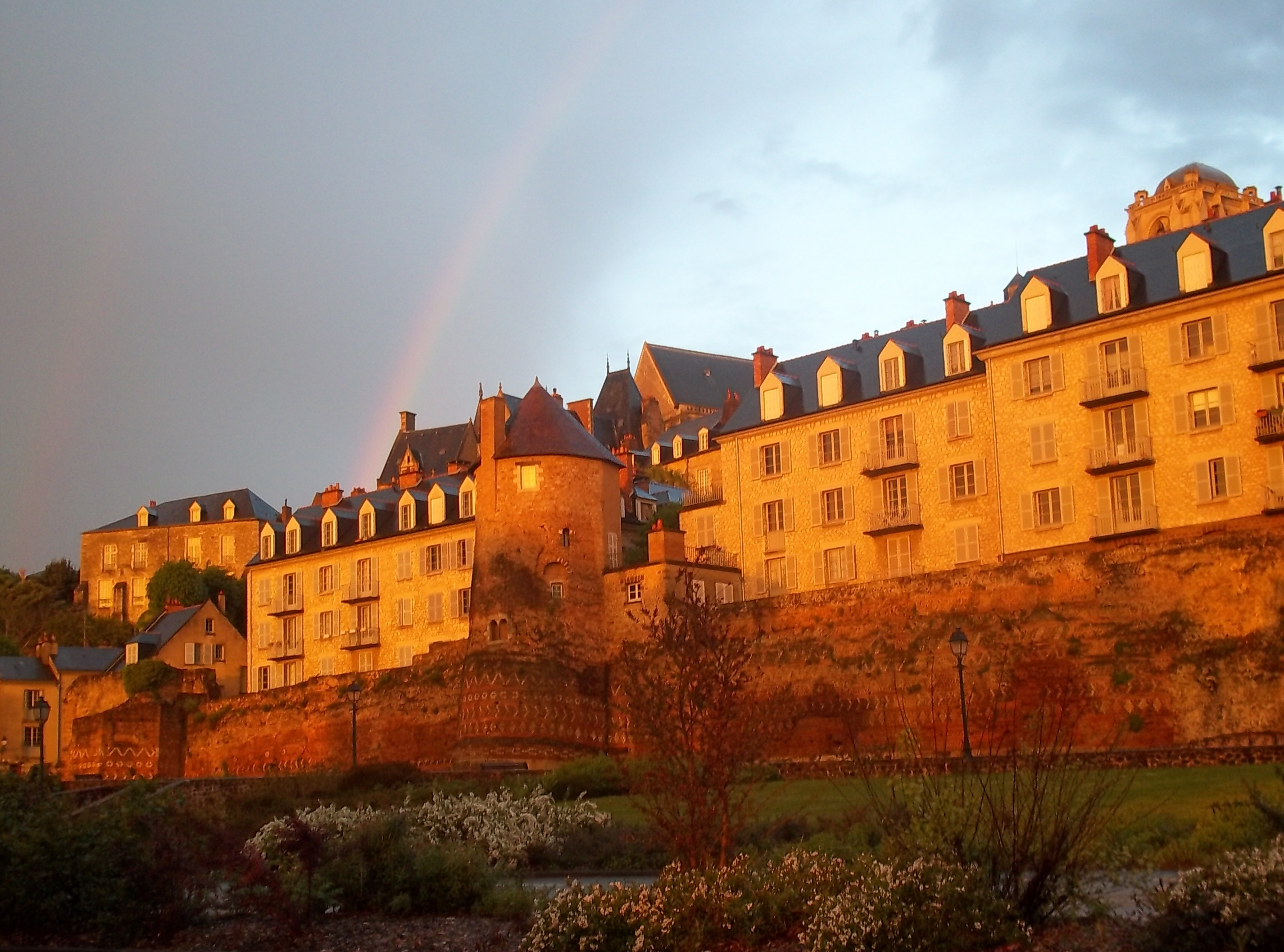
Gallo-romerska muren.

Le Mans omnämns första gången av Ptolemaios, som huvudstad för romerska Aulerci, en understam till Aedui, och kallas då som Vindinium eller Vindunum. Staden är även känd som Civitas Cenomanorum. Staden, som övertogs av romarna 47 f.Kr., ligger i den antika romerska provinsen Gallia Lugdunensis. En amfiteater, som byggdes under 200-talet efter Kristus, finns fortfarande kvar, men termerna förstördes under krisen under 200-talet, för att bygga stadsmurarna, vilka fortfarande är några av de mest intakta cirkulära gallo-romerska stadsmurar, som finns kvar. Le Mans, som en större stad i regionen Maine, var platsen för flera strider under 1000-talet mellan grevarna i Anjou och hertigarna i Normandie. När normanderna hade kontroll över Maine, kunde Vilhelm Erövraren framgångsrikt invadera England. 1069 revolterade dock medborgarna och fördrev normanderna, vilket ledde till att Hugues V av Maine blev greve av Maine. Gottfrid V av Anjou gifte sig med Mathilde i katedralen där Henrik II av England döptes.
I fransk-tyska kriget 1870 till 1871 spelade Le Mans en viktig roll. Där stod bland annat ett slag 11 och 12 januari 1871. Efter nederlagen vid Loire drog general Antoine Eugène Alfred Chanzy sig med 2:a Loire-armén tillbaka till Le Mans, där han ombildade armén och tog ställning öster om staden. Den 6 januari satte prins Fredrik Karl sig i marsch från Chartres samt på mellanliggande vägar och framryckte till ett sammanslutande anfall mot staden. Efter sju dagars oupphörliga strider, som avslutades utanför Le Mans, var Chanzys armé åter i grund slagen.

## Demografi
1906 hade Le Mans 54 907 i själva staden. 1911 hade hela kommunen 69 361. År 2022 hade kommunen Le Mans 145 182 invånare.
Antalet invånare i kommunen Le Mans
| Referens: INSEE |

## Vänorter
Le Mans har följande vänorter:
- Bolton, Storbritannien, sedan 9 mars 1974
- Haouza, Västsahara, sedan 10 januari 1982
- Paderborn, Tyskland, sedan 3 juni 1967
- Rostov-na-Donu, Ryssland, sedan 23 maj 1981
- Suzuka, Japan, sedan 27 maj 1990
- Volos, Grekland, sedan 28 januari 1983